# Discografia di Thasup
La discografia di Thasup, rapper e produttore discografico italiano, è costituita da tre album in studio, due mixtape e trentatré singoli (inclusi quelli come artista ospite), pubblicati dal 2017.

## Album in studio
| Anno                                                         | Titolo | Classifiche | Classifiche | Certificazioni     |
| Anno                                                         | Titolo | ITA         | SWI         | Certificazioni     |
| ------------------------------------------------------------ | --- | ----------- | ----------- | ------------------ |
| 2019                                                         | 23 6451 - Pubblicato: 15 novembre 2019 - Etichetta: Epic Records - Formati: CD, LP, download digitale, streaming                                   | 1           | 32          | - ITA: Platino (6) |
| 2022                                                         | Carattere speciale - Pubblicato: 30 settembre 2022 - Etichetta: Sony Music - Formati: CD, LP, download digitale, streaming                         | 1           | 11          | - ITA: Platino (4) |
| 2024                                                         | Casa Gospel (con Mara Sattei) - Pubblicato: 13 dicembre 2024 - Etichetta: Epic Records, Sony Music - Formati: CD, LP, download digitale, streaming | 2           | —           | - ITA: Oro         |
| "—" indica una pubblicazione non classificata in quel paese. | |             |             |                    |

## Mixtape
| Anno | Titolo | Classifiche | Classifiche | Certificazioni     |
| Anno | Titolo | ITA         | SWI         | Certificazioni     |
| ---- | --- | ----------- | ----------- | ------------------ |
| 2020 | Bloody Vinyl 3 (con Slait, Low Kidd e Miles) - Pubblicato: 2 ottobre 2020 - Etichetta: Machete Empire Records, Arista Records - Formati: CD, LP, download digitale, streaming | 1           | 53          | - ITA: Platino (2) |
| 2024 | Sfaciolate Mixtape (come Yungest Moonstar) - Pubblicato: 26 luglio 2024 - Etichetta: Epic Records, Arista Records - Formati: CD, LP, download digitale, streaming             | 2           | 19          | - ITA: Oro         |

## Singoli

### Come artista principale
| Anno                                                         | Titolo                                                    | Classifiche | Certificazioni     | Album di provenienza |
| Anno                                                         | Titolo                                                    | ITA         | Certificazioni     | Album di provenienza |
| ------------------------------------------------------------ | --------------------------------------------------------- | ----------- | ------------------ | -------------------- |
| 2017                                                         | 6itch                                                     | 16          | - ITA: Platino     | /                    |
| 2018                                                         | 5olo                                                      | 36          | - ITA: Oro         | 23 6451              |
| 2018                                                         | Scuol4                                                    | 20          | - ITA: Platino     | 23 6451              |
| 2018                                                         | Oh 9od (feat. Nayt)                                       | 12          | - ITA: Platino     | 23 6451              |
| 2019                                                         | M8nstar                                                   | 17          | - ITA: Platino     | 23 6451              |
| 2019                                                         | Yoshi (con Dani Faiv e Fabri Fibra)                       | 1           | - ITA: Platino (4) | Machete Mixtape 4    |
| 2019                                                         | Blun7 a Swishland                                         | 1           | - ITA: Platino (4) | 23 6451              |
| 2020                                                         | 0ffline (feat. Bbno$)                                     | 11          | - ITA: Platino     | 23 6451              |
| 2020                                                         | Altalene (con Slait feat. Coez e Mara Sattei)             | 1           | - ITA: Platino (3) | Bloody Vinyl 3       |
| 2020                                                         | Gua10 (feat. Lazza)                                       | 15          | - ITA: Oro         | 23 6451              |
| 2021                                                         | Warzonata (con Zano)                                      | —           |                    | /                    |
| 2021                                                         | Una direzione giusta (come Yungest Moonstar; feat. Neffa) | 8           | - ITA: Platino (3) | /                    |
| 2021                                                         | Blu (come Yungest Moonstar)                               | —           |                    | /                    |
| 2021                                                         | Moon                                                      | 2           | - ITA: Platino     | Carattere speciale   |
| 2022                                                         | NLFP (con gli Psicologi)                                  | 32          | - ITA: Oro         | Trauma               |
| 2022                                                         | Siri (feat. Lazza e Sfera Ebbasta)                        | 1           | - ITA: Platino (5) | Carattere speciale   |
| 2022                                                         | Okkappa                                                   | 9           | - ITA: Oro         | Carattere speciale   |
| 2022                                                         | !ly (feat. Coez)                                          | 5           | - ITA: Platino (2) | Carattere speciale   |
| 2023                                                         | Rotonda (feat. Tiziano Ferro)                             | 4           | - ITA: Platino     | Carattere speciale   |
| 2023                                                         | Dimmi che c'è (feat. Tedua)                               | 7           | - ITA: Platino (2) | Carattere speciale   |
| 2023                                                         | Seleção (come Yungest Moonstar)                           | —           |                    | Sfaciolate Mixtape   |
| 2023                                                         | Uragano Damn                                              | 64          |                    | /                    |
| 2024                                                         | Posto mio (con Mara Sattei)                               | 33          |                    | Casa Gospel          |
| "—" indica una pubblicazione non classificata in quel paese. |                                                           |             |                    |                      |

### Come artista ospite
| Anno                                                         | Titolo                                                                | Classifiche | Certificazioni     | Album di provenienza |
| Anno                                                         | Titolo                                                                | ITA         | Certificazioni     | Album di provenienza |
| ------------------------------------------------------------ | --------------------------------------------------------------------- | ----------- | ------------------ | -------------------- |
| 2018                                                         | Casa Free? (Warez feat. Nitro e Tha Supreme)                          | —           |                    | /                    |
| 2019                                                         | Yung (Dani Faiv feat. Tha Supreme)                                    | —           |                    | Fruit Joint + Gusto  |
| 2020                                                         | Calmo (Shiva feat. Tha Supreme)                                       | 1           | - ITA: Platino     | Routine              |
| 2020                                                         | Dilemme (Remix) (Lous and the Yakuza feat. Tha Supreme e Mara Sattei) | 3           | - ITA: Platino     | /                    |
| 2020                                                         | Spigoli (Carl Brave feat. Mara Sattei e Tha Supreme)                  | 1           | - ITA: Platino (3) | Coraggio             |
| 2022                                                         | Solite pare (Sick Luke feat. Tha Supreme e Sfera Ebbasta)             | 1           | - ITA: Platino (2) | X2                   |
| 2022                                                         | Bubble (Takagi & Ketra feat. Thasup e Salmo)                          | 10          | - ITA: Platino (2) | /                    |
| 2023                                                         | Obladi oblada (Charlie Charles feat. Ghali, Thasup e Fabri Fibra)     | 43          |                    | /                    |
| 2024                                                         | La notte (Sally Cruz feat. Thasup)                                    | 95          |                    | Confessione          |
| "—" indica una pubblicazione non classificata in quel paese. |                                                                       |             |                    |                      |

## Altri brani entrati in classifica
| Anno                                                         | Titolo                                                                                                  | Classifiche | Certificazioni     | Album di provenienza |
| Anno                                                         | Titolo                                                                                                  | ITA         | Certificazioni     | Album di provenienza |
| ------------------------------------------------------------ | --- | ----------- | ------------------ | -------------------- |
| 2019                                                         | No Way (con Nitro e Tedua)                                                                              | 10          | - ITA: Platino     | Machete Mixtape 4    |
| 2019                                                         | DoppioGang                                                                                              | 17          | - ITA: Platino     | Machete Mixtape 4    |
| 2019                                                         | Come fa1                                                                                                | 10          | - ITA: Oro         | 23 6451              |
| 2019                                                         | 2ollipop                                                                                                | 14          | - ITA: Oro         | 23 6451              |
| 2019                                                         | Fuck 3x                                                                                                 | 3           | - ITA: Platino (2) | 23 6451              |
| 2019                                                         | Parano1a K1d (feat. Fabri Fibra)                                                                        | 19          |                    | 23 6451              |
| 2019                                                         | M12ano (feat. Mara Sattei)                                                                              | 6           | - ITA: Platino     | 23 6451              |
| 2019                                                         | Occh1 Purpl3 (feat. Marracash)                                                                          | 8           | - ITA: Platino     | 23 6451              |
| 2019                                                         | No14 (feat. Dani Faiv)                                                                                  | 9           | - ITA: Oro         | 23 6451              |
| 2019                                                         | Ch1 5ei te                                                                                              | 11          | - ITA: Platino     | 23 6451              |
| 2019                                                         | Sw1n6o (feat. Salmo)                                                                                    | 4           | - ITA: Platino     | 23 6451              |
| 2019                                                         | 7rapper ma1                                                                                             | 33          |                    | 23 6451              |
| 2019                                                         | 8rosk1 (feat. Mahmood)                                                                                  | 23          | - ITA: Oro         | 23 6451              |
| 2019                                                         | Bubb1e 9um                                                                                              | 30          |                    | 23 6451              |
| 2019                                                         | Pers0na2 (feat. Gemitaiz e MadMan)                                                                      | 18          | - ITA: Oro         | 23 6451              |
| 2020                                                         | X 1 Mex (con Slait e Young Miles feat. Dani Faiv)                                                       | 4           | - ITA: Platino     | Bloody Vinyl 3       |
| 2020                                                         | Telephone (con Slait e Young Miles feat. Capo Plaza e Sick Luke)                                        | 8           | - ITA: Oro         | Bloody Vinyl 3       |
| 2020                                                         | Alaska (con Slait e Young Miles feat. Davido, Hell Raton e Shiva)                                       | 17          |                    | Bloody Vinyl 3       |
| 2020                                                         | Baby (con Slait feat. Rosa Chemical)                                                                    | 14          | - ITA: Oro         | Bloody Vinyl 3       |
| 2020                                                         | Greve (con Slait e Young Miles feat. MadMan)                                                            | 20          |                    | Bloody Vinyl 3       |
| 2020                                                         | SBSM (con Slait e Young Miles)                                                                          | 45          |                    | Bloody Vinyl 3       |
| 2020                                                         | Bloody Bars - Drilluminazione (con Slait, Low Kidd e Young Miles feat. Charlie KDM, Hell Raton e Lazza) | 40          | - ITA: Oro         | Bloody Vinyl 3       |
| 2022                                                         | Marte                                                                                                   | 19          |                    | Carattere speciale   |
| 2022                                                         | Loop (feat. Mara Sattei)                                                                                | 10          | - ITA: Oro         | Carattere speciale   |
| 2022                                                         | Bilico                                                                                                  | 23          |                    | Carattere speciale   |
| 2022                                                         | Yeah (feat. Shiva)                                                                                      | 8           | - ITA: Oro         | Carattere speciale   |
| 2022                                                         | Come ti vorrei                                                                                          | 18          |                    | Carattere speciale   |
| 2022                                                         | Rock & rolla (feat. Rkomi)                                                                              | 9           | - ITA: Oro         | Carattere speciale   |
| 2022                                                         | Molecole (interlude)                                                                                    | 26          | - ITA: Oro         | Carattere speciale   |
| 2022                                                         | Scialla (feat. Tananai)                                                                                 | 22          |                    | Carattere speciale   |
| 2022                                                         | Riva (feat. Pinguini Tattici Nucleari)                                                                  | 20          | - ITA: Oro         | Carattere speciale   |
| 2022                                                         | Mi ami o è Fake                                                                                         | 11          | - ITA: Platino     | Carattere speciale   |
| 2022                                                         | Baby nel Bed                                                                                            | 44          |                    | Carattere speciale   |
| 2022                                                         | Casino nella mia testa (feat. Salmo)                                                                    | 24          |                    | Carattere speciale   |
| 2022                                                         | Woah | 32          |                    | Carattere speciale   |
| 2022                                                         | Ciao (feat. Rondodasosa)                                                                                | 7           | - ITA: Platino     | Carattere speciale   |
| 2022                                                         | Più bla se c'è bling                                                                                    | 55          |                    | Carattere speciale   |
| 2024                                                         | Leantro                                                                                                 | 55          |                    | Sfaciolate Mixtape   |
| 2024                                                         | Se sippo la Lean                                                                                        | 40          |                    | Sfaciolate Mixtape   |
| 2024                                                         | In una Bubble                                                                                           | 25          |                    | Sfaciolate Mixtape   |
| 2024                                                         | Grizzly                                                                                                 | 61          |                    | Sfaciolate Mixtape   |
| 2024                                                         | Squad                                                                                                   | 75          |                    | Sfaciolate Mixtape   |
| 2024                                                         | Netflixxx                                                                                               | 62          |                    | Sfaciolate Mixtape   |
| 2024                                                         | Bla Bla                                                                                                 | 96          |                    | Sfaciolate Mixtape   |
| 2024                                                         | Kiss | 60          |                    | Sfaciolate Mixtape   |
| 2024                                                         | Compresse                                                                                               | 100         |                    | Sfaciolate Mixtape   |
| 2024                                                         | Xan | 91          |                    | Sfaciolate Mixtape   |
| 2024                                                         | Grazie a Dio                                                                                            | 28          |                    | Sfaciolate Mixtape   |
| 2024                                                         | Egli è il Re (con Mara Sattei)                                                                          | 50          |                    | Casa Gospel          |
| 2024                                                         | Bless su Bless (con Mara Sattei)                                                                        | 55          |                    | Casa Gospel          |
| 2024                                                         | Back to Back (con Mara Sattei)                                                                          | 82          |                    | Casa Gospel          |
| 2024                                                         | Come polvere (con Mara Sattei)                                                                          | 90          |                    | Casa Gospel          |
| 2024                                                         | So che ci sei (con Mara Sattei)                                                                         | 61          |                    | Casa Gospel          |
| 2024                                                         | One King (con Mara Sattei)                                                                              | 64          |                    | Casa Gospel          |
| "—" indica una pubblicazione non classificata in quel paese. | |             |                    |                      |

## Collaborazioni
| Anno                                                         | Titolo                                                          | Classifiche | Certificazione     | Album di provenienza |
| Anno                                                         | Titolo                                                          | ITA         | Certificazione     | Album di provenienza |
| ------------------------------------------------------------ | --------------------------------------------------------------- | ----------- | ------------------ | -------------------- |
| 2019                                                         | Fuori e dentro (Gemitaiz e MadMan feat. Tha Supreme)            | 2           | - ITA: Platino     | Scatola nera         |
| 2019                                                         | Supreme - L'ego (Marracash feat. Sfera Ebbasta e Tha Supreme)   | 1           | - ITA: Platino (3) | Persona              |
| 2020                                                         | Marymango (Ghali feat. Tha Supreme)                             | 6           | - ITA: Oro         | DNA                  |
| 2020                                                         | Rap Shit (Nitro feat. Gemitaiz e Tha Supreme)                   | 10          | - ITA: Oro         | GarbAge              |
| 2020                                                         | Con me (Young Miles feat. Tha Supreme)                          | 66          |                    | Glitched Years       |
| 2020                                                         | 2 tiri (Lazza feat. Tha Supreme)                                | 6           | - ITA: Platino     | J                    |
| 2021                                                         | Coltellata (Gazzelle feat. Tha Supreme)                         | 4           | - ITA: Platino     | OK                   |
| 2022                                                         | 0 rischi nel Love (Mara Sattei feat. Thasup)                    | —           |                    | Universo             |
| 2022                                                         | Blessed (The Night Skinny feat. Drast, Thasup, Ariete e Madame) | 14          | - ITA: Oro         | Botox                |
| 2022                                                         | Drillmoon (Rondodasosa feat. Thasup)                            | 35          |                    | Trenches Baby        |
| 2023                                                         | Quello che eravamo prima (Gazzelle feat. Thasup)                | 30          | - ITA: Oro         | Dentro               |
| 2023                                                         | Upper (Drillionaire feat. Thasup e Shiva)                       | 28          |                    | 10                   |
| 2023                                                         | 3uphon (Sfera Ebbasta feat. Thasup e Tony Effe)                 | 9           | - ITA: Platino     | X2VR                 |
| 2024                                                         | Brutti pensieri (Rose Villain feat. Thasup)                     | 93          |                    | Radio Sakura         |
| 2024                                                         | Bruce Wayne (MadMan feat. Thasup)                               | 84          |                    | Lonewolf             |
| 2024                                                         | ABC (Anna feat. Tony Boy e Thasup)                              | 12          | - ITA: Oro         | Vera Baddie          |
| 2025                                                         | Tu ed io (Tony Boy feat. Thasup)                                | 38          |                    | Uforia               |
| 2025                                                         | Server (Sadturs e Kiid feat. Thasup e Ghali)                    | 35          |                    | No Regular Music 2   |
| "—" indica una pubblicazione non classificata in quel paese. |                                                                 |             |                    |                      |

## Produzioni
| Anno | Titolo                          | Artista                         | Album di provenienza |
| ---- | ------------------------------- | ------------------------------- | -------------------- |
| 2017 | Gameboy Color                   | Dani Faiv                       | Fruit Joint          |
| 2017 | Perdonami                       | Salmo                           | Playlist             |
| 2017 | La la la la la                  | Dani Faiv                       | Fruit Joint          |
| 2018 | Chairaggione                    | Nitro feat. Salmo               | No Comment           |
| 2018 | Gameboy Advance                 | Dani Faiv                       | Fruit Joint          |
| 2018 | Fumo da solo                    | Izi                             | Aletheia             |
| 2018 | Casa Free?                      | Warez feat. Nitro               | /                    |
| 2019 | Scarpe nuove                    | Dani Faiv feat. Jack the Smoker | Fruit Joint          |
| 2019 | Nuova registrazione 326         | Mara Sattei                     | /                    |
| 2019 | Carioca                         | Izi                             | Aletheia             |
| 2019 | Ken Shiro                       | Nitro                           | Machete Mixtape 4    |
| 2019 | Nuova registrazione 402         | Mara Sattei                     | /                    |
| 2020 | Calmo                           | Shiva feat. Tha Supreme         | Routine              |
| 2020 | Marymango                       | Ghali feat. Tha Supreme         | DNA                  |
| 2020 | Nuova registrazione 527         | Mara Sattei                     | /                    |
| 2020 | Con me                          | Young Miles feat. Tha Supreme   | Glitchead Years      |
| 2020 | Vieni con me                    | Mydrama                         | /                    |
| 2020 | Rapide (cover di Mahmood)       | Casadilego                      | /                    |
| 2020 | Notti                           | Mydrama                         | /                    |
| 2022 | Universo                        | Mara Sattei                     | /                    |
| 2023 | Duemilaminuti                   | Mara Sattei                     | /                    |
| 2024 | Tempo (All the Things She Said) | Mara Sattei                     | /                    |